# Dinesh Kumar Dhakal
Dinesh Kumar Dhakal (* 5. Mai 1996) ist ein Sprinter aus Bhutan.

## Sportliche Laufbahn
Erste internationale Erfahrungen sammelte Dinesh Kumar Dhakal 2019 bei den Weltmeisterschaften in Doha, bei denen er im 100-Meter-Lauf mit neuem Landesrekord von 11,64 s in der Vorqualifikationsrunde ausschied.

## Persönliche Bestleistungen
- 100 Meter: 11,64 s (0,0 m/s), 27. September 2019 in Doha (bhutanischer Rekord)